# João Cotrim de Figueiredo
João Fernando Cotrim de Figueiredo (24 de junho de 1961) é um gestor, empresário e político português.
Atualmente, cumpre mandato como deputado ao Parlamento Europeu, após ter sido eleito nas eleições europeias de 9 de junho de 2024, pelo partido Iniciativa Liberal (IL), por sua vez filiado no Renovar a Europa (Renew Europe) (ex-Aliança dos Liberais e Democratas pela Europa). Integra esse grupo no Parlamento Europeu, sendo, igualmente, seu vice-presidente, desde o dia 26 do mesmo mês.
Anteriormente, foi deputado pela IL, desde as eleições legislativas de 2019, tendo sido reeleito nas de 2022, com um resultado muito superior.
Foi, entre dezembro de 2019 e janeiro de 2023, presidente da Comissão Executiva (o terceiro a exercer o cargo) da Iniciativa Liberal. 
A 13 de agosto de 2025 anunciou-se como candidato a Presidente da República, nas eleições presidenciais previstas para o ano seguinte. 

## Biografia

### Percurso académico e profissional
Criado em Lisboa, estudou na Escola Alemã, completando o Abitur, seguindo-se um BSc em Economia na London School of Economics, Reino Unido. 
De regresso a Lisboa, realizou o programa de MBA conjunto da Faculdade de Economia da Universidade Nova de Lisboa e da Wharton School (Universidade da Pensilvânia), EUA, em Administração, Negócios e Marketing.
Iniciou a sua vida profissional em 1985, no setor financeiro.  
Pouco tempo depois, ingressava na Nutrinveste, a holding agroalimentar adquirida ao Estado por Jorge de Mello, no princípio dos anos 1990.  
Entre outras funções nesse Grupo, foi administrador da Compal, entre 2000 e 2006, e, simultaneamente, da Nutricafés (detentora das marcas Nicola e a Chave d'Ouro), entre 2003 e 2006. 
Depois da experiência na Nutrinveste, voltaria ao setor financeiro, na Privado Holding, a dona do Banco Privado Português (BPP), onde, após a saída de João Rendeiro, exerceu o cargo de presidente da Comissão Executiva, no ano de 2009.  
Nessas funções, depois de ter apresentado um plano para a resolução do BPP, o maior ativo da Privado Holding, e este ter sido rejeitado pelos acionistas[carece de fontes?], voltou a mudar de atividade. 
Foi nessa altura que foi escolhido como diretor-geral da TVI, onde permaneceu entre 2010 e 2012. 
A seguir, depois da passagem pela televisão, teria a sua primeira e única experiência de gestão numa entidade publica, quando o Governo de Passos Coelho (sendo Ministro da Economia António Pires de Lima, com quem coincidira em funções de administração na Compal) o designou como presidente do Conselho Diretivo do Turismo de Portugal entre 2013 e 2016. Pelo meio, em 2015 foi eleito vice-presidente da European Travel Commission.
No mesmo período esteve, igualmente, envolvido nas negociações que trouxeram a Web Summit para Lisboa, em 2015.
Por esta altura já tinha como principal atividade profissional a atuação independente como business angel. 

### Entrada na politica ativa
Militante da Iniciativa Liberal, seria presidente desta estrutura entre 2019 e 2023.
A 6 de outubro de 2019, Cotrim de Figueiredo foi eleito deputado, pelo círculo eleitoral de Lisboa, nas legislativas de 2019, tornando-se o primeiro deputado eleito por aquele novo partido, na Assembleia da República.
Em 2022, multiplicou o resultado do partido, levando o mesmo a tornar-se a 4.ª força política, tendo a Iniciativa Liberal conseguido eleger 8 deputados nas eleições desse ano. 
Foi proposto para candidato da IL, na qualidade de quarta força política mais representada, a Vice-Presidente da Assembleia da República, não tendo logrado ser eleito. A candidatura foi rejeitada com 108 votos a favor (aquém dos 116 votos necessários correspondentes a maioria absoluta), 110 votos brancos e seis votos nulos. Assumiu a derrota como pessoal e rejeitou apresentar nova candidatura, quer imediatamente, quer durante o decorrer da XV Legislatura.
Em outubro de 2022, anunciou que iria deixar a liderança da IL e que não seria novamente candidato ao cargo, devido ao facto de entender que a estratégia para que o partido continue a crescer deve ser diferente daquela que o fez crescer de forma significativa. 
Foi substituído no cargo por Rui Rocha, que foi eleito líder do partido na VII Convenção Nacional da IL, em janeiro de 2023, tendo João Cotrim de Figueiredo apoiado a candidatura de Rui Rocha ao cargo de Presidente da Comissão Executiva do partido.

### Candidatura presidencial
A 13 de agosto de 2025 - depois de Luís Marques Mendes e de António José Seguro se terem anunciado como candidatos, e igualmente da desistência de Mariana Leitão, a candidata apoiada pela Iniciativa Liberal, para assumir, precisamente, a liderança dessa estrutura - Cotrim de Figueiredo surgiu como novo candidato a Presidente da República.
Na eleição que decide a sucessão de Marcelo Rebelo de Sousa no Palácio de Belém, Cotrim de Figueiredo afirmou esperar alcançar um resultado de dois dígitos.

## Resultados eleitorais

### Eleições legislativas
| Data | Partido | Partido | Circulo eleitoral | Posição     | Cl.    | Votos         | %             | +/-        | Status                           | Notas |
| ---- | ------- | ------- | ----------------- | ----------- | ------ | ------------- | ------------- | ---------- | -------------------------------- | ----- |
| 2019 |         | IL      | Lisboa            | 1.º (em 48) | 7.º    | 27 166        | 2,47 / 100,00 |            | Eleito                           |       |
| 2022 | 3.º     | IL      | Lisboa            | 1.º (em 48) | 93 341 | 7,90 / 100,00 | 5,43          | Eleito     | Presidente da Iniciativa Liberal |       |
| 2024 | Europa  | IL      | 1.º (em 2)        | 5.º         | 5 719  | 2,44 / 100,00 |               | Não eleito |                                  |       |